# 젠코지역
젠코지역(일본어: 善光寺駅、ぜんこうじえき)은 일본 야마나시현 고후시에 위치한 도카이 여객철도 미노부 선의 철도역이다. 단선 승강장 1면 1선의 구조를 갖춘 지상역이다.

## 역구조

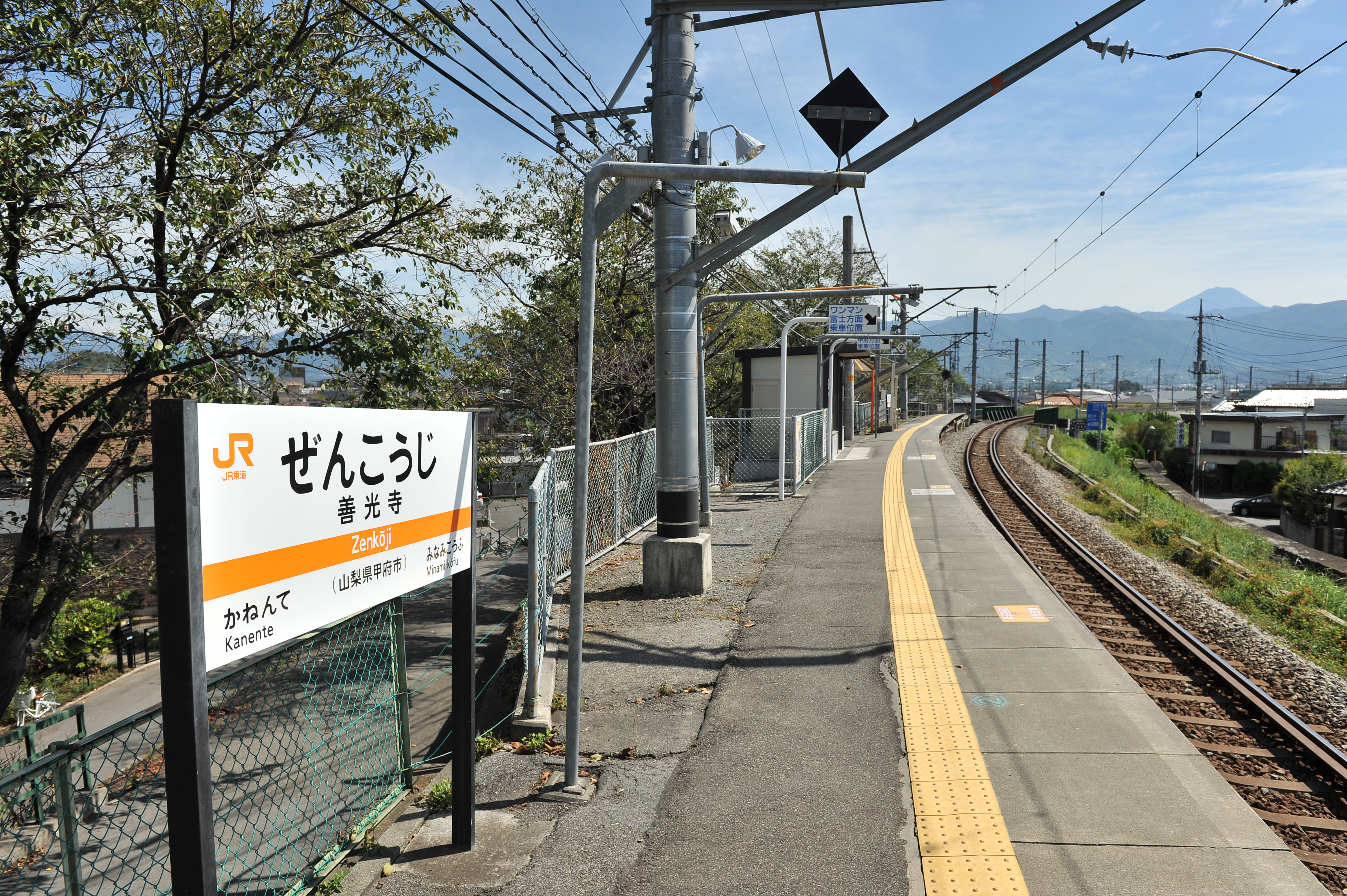
승강장

단선 승강장 1면 1선만을 가지는 지상역이다.

## 이용 현황
| 연도     | 하루 평균 승차 인원 |
| 2006년도 | 306                 |
| 2007년도 | 331                 |
| 2008년도 | 350                 |
| 2009년도 | 346                 |
| 2010년도 | 340                 |
| 2011년도 | 353                 |
| 2012년도 | 357                 |
| 2013년도 | 374                 |
| 2014년도 | 377                 |
| 2015년도 | 408                 |
| 2016년도 | 414                 |
| 2017년도 | 406                 |
| -------- | ------------------- |

## 역 주변
- 야마나시 현 지장 산업 센터

## 역사
- 1917년
  - 4월 5일 : 주오 본선 이사와 ~ 고후 간에 가이젠코지 가정거장이 개업.
  - 6월 4일 : 가이젠코지 가정거장 폐지.
- 1928년 3월 30일 : 이치카와디이몬 ~ 고후 간 개통 때에, 후지 미노부 철도의 젠코지 정류장으로서 개업.
- 1938년 10월 1일 : 국가가 차용, 동시에 젠코지 역으로 승격해, 화물 취급을 개시.
- 1941년 5월 1일 : 국유화되어, 국철 미노부 선의 역으로 됨.
- 1960년 11월 1일 : 화물 취급을 폐지.
- 1983년 4월 10일 : 무인역화.
- 1987년 4월 1일 : 일본국유철도 분할 민영화에 의해, 도카이 여객철도가 승계.

## 인접 역
| 도카이 여객철도 미노부 선 | 도카이 여객철도 미노부 선 | 도카이 여객철도 미노부 선 |
| ------------------------- | ------------------------- | ------------------------- |
| 미나미코후 후지 방면      | ■ 미노부 선               | 가넨테 고후 방면          |